# Rachecourt-Suzémont
Rachecourt-Suzémont é uma comuna francesa na região administrativa de Grande Leste, no departamento de Haute-Marne. Estende-se por uma área de 3,57 km². Em 2010 a comuna tinha 107 habitantes (densidade: 30 hab./km²).